# Remolque para bicicleta

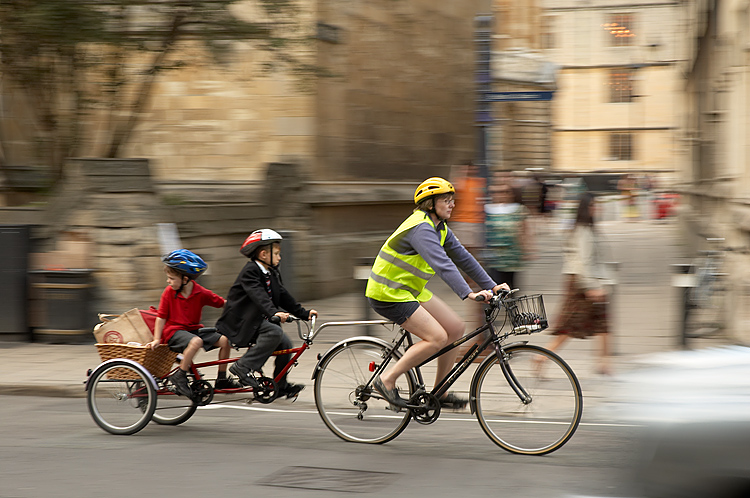
Bicicleta que transporta niños en un remolque

Un remolque para bicicletas es un tipo remolque de bicicletas ideado para acoplar a una bicicleta y transportar carga o alguna persona (normalmente niños). Es un medio de transporte alternativo al portaequipajes (también conocido como alforjas o transportín).
Pueden ser de una o más ruedas y pueden transportar fácilmente 30 o 40 kilos. Permiten una mejor aerodinámica que las alforjas y un centro de gravedad más bajo y son mucho más seguros para llevar niños.

## España
La legislación de España no permite el uso de remolques o sistemas para arrastrar personas por parte de una bicicleta por vías interurbanas[cita requerida]. En el ámbito urbano lo determinan las ordenanzas de cada municipio.
Se suele utilizar frecuentemente para transportar las compras hechas en mercadillos y centros comerciales.

## Mecanismo y homologación
Habitualmente, los enganches de los remolques a las bicicletas se realizan por medio de un gancho de metal y un pasador rápido y suelen estar homologados TUV.

## Galería

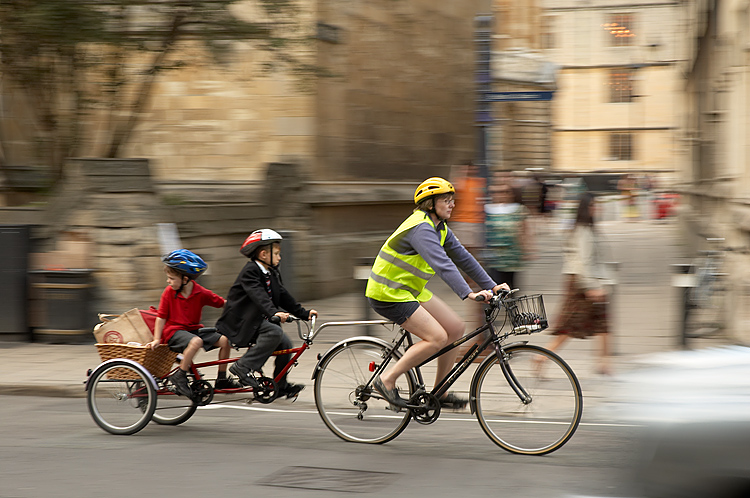
Adulto y dos niños ciclando usando un tándem de dos ruedas bici trailer (un Pashley U+2)
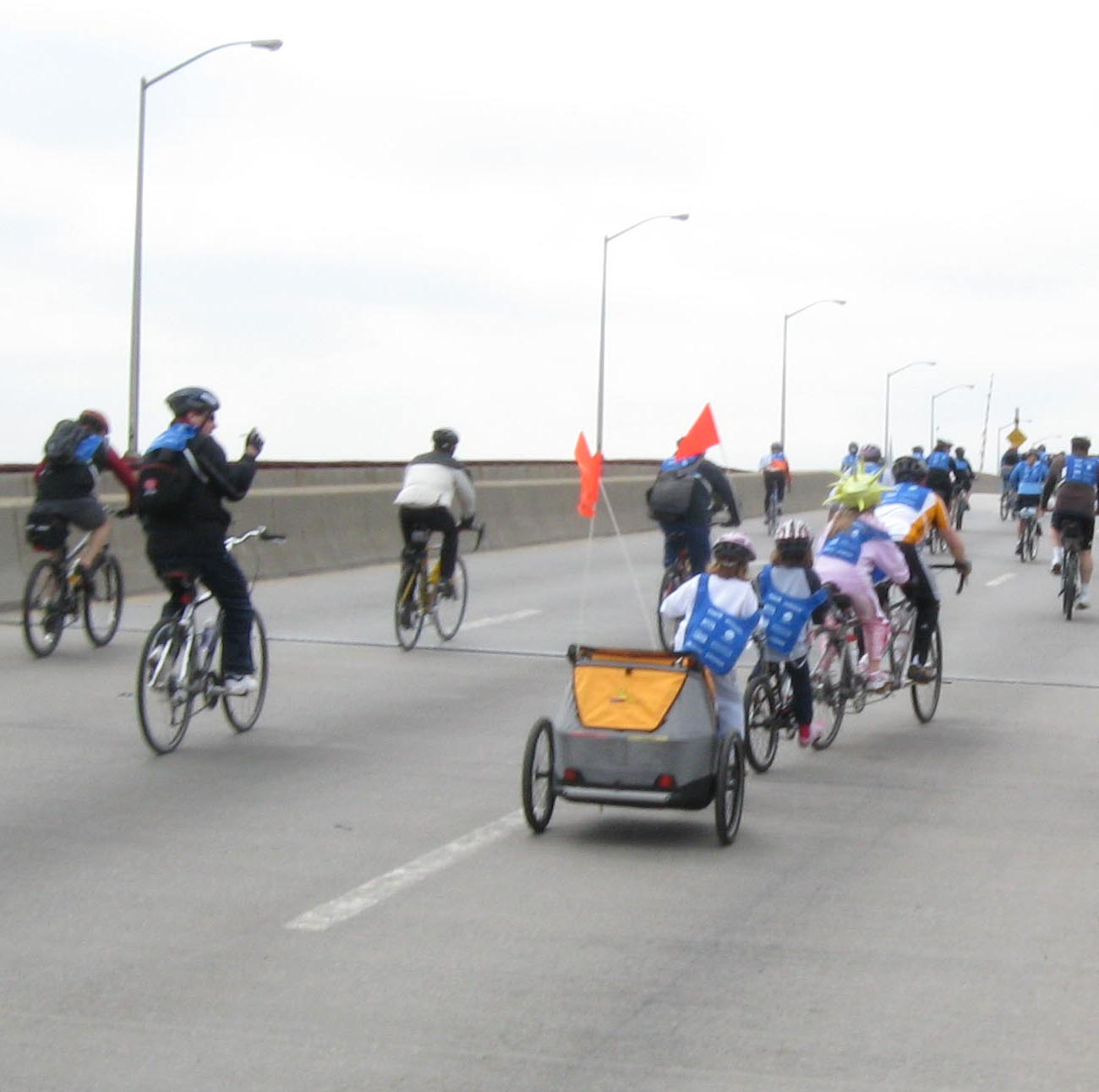
Tándem + dos bicis trailer + trailer de cargar para una familia de cuatro personas.
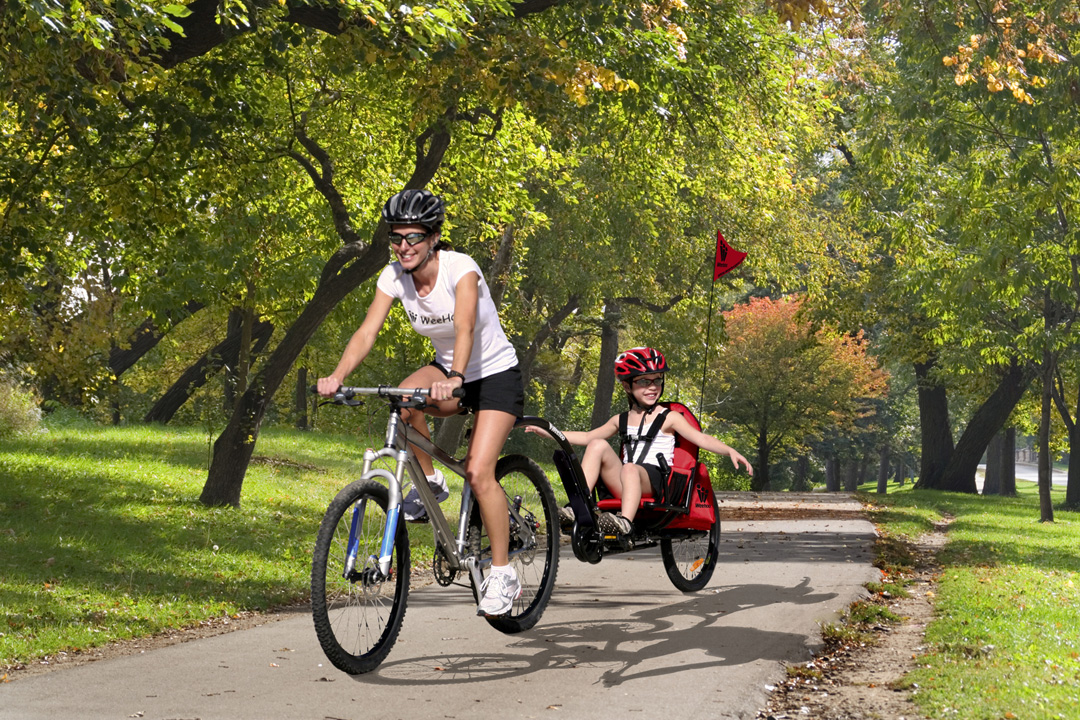
Una inclinada IGo de Weehoo.
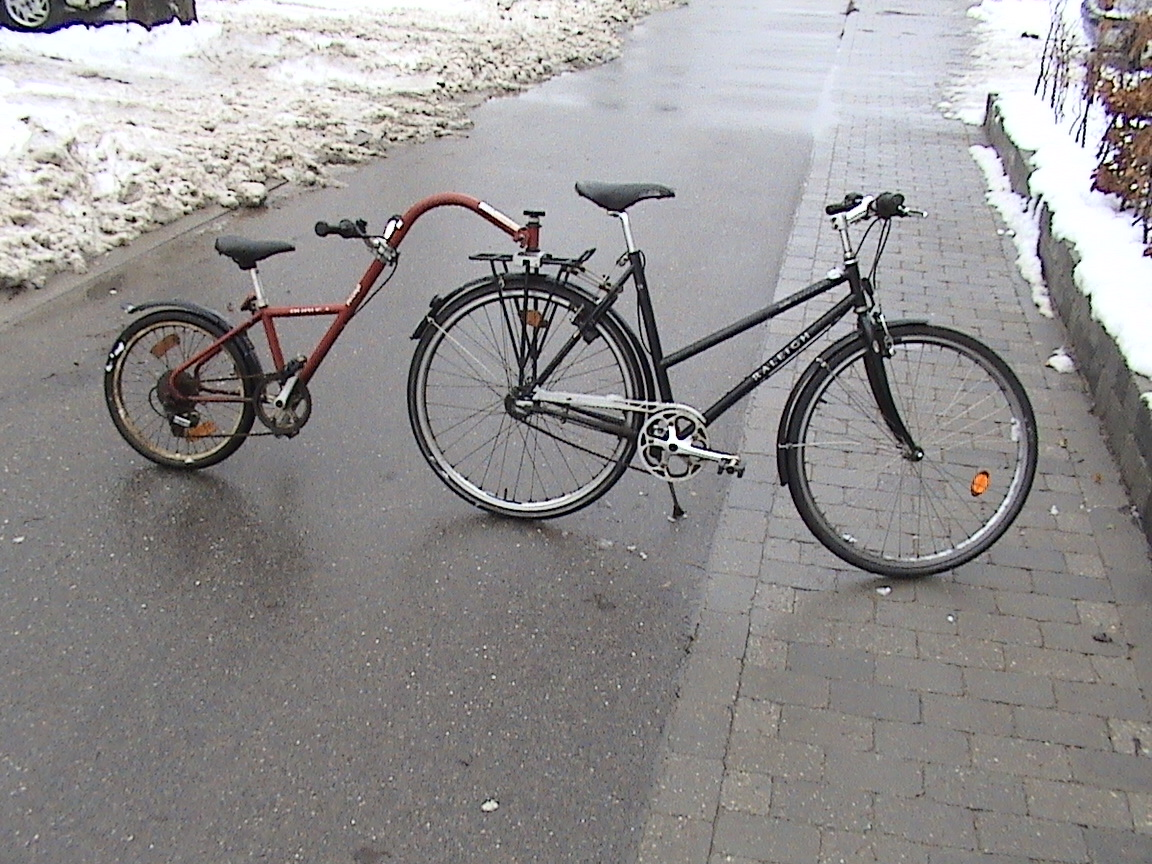
Una unión al portaequipajes trasero como alternativa a un enganche de sillín trasero.
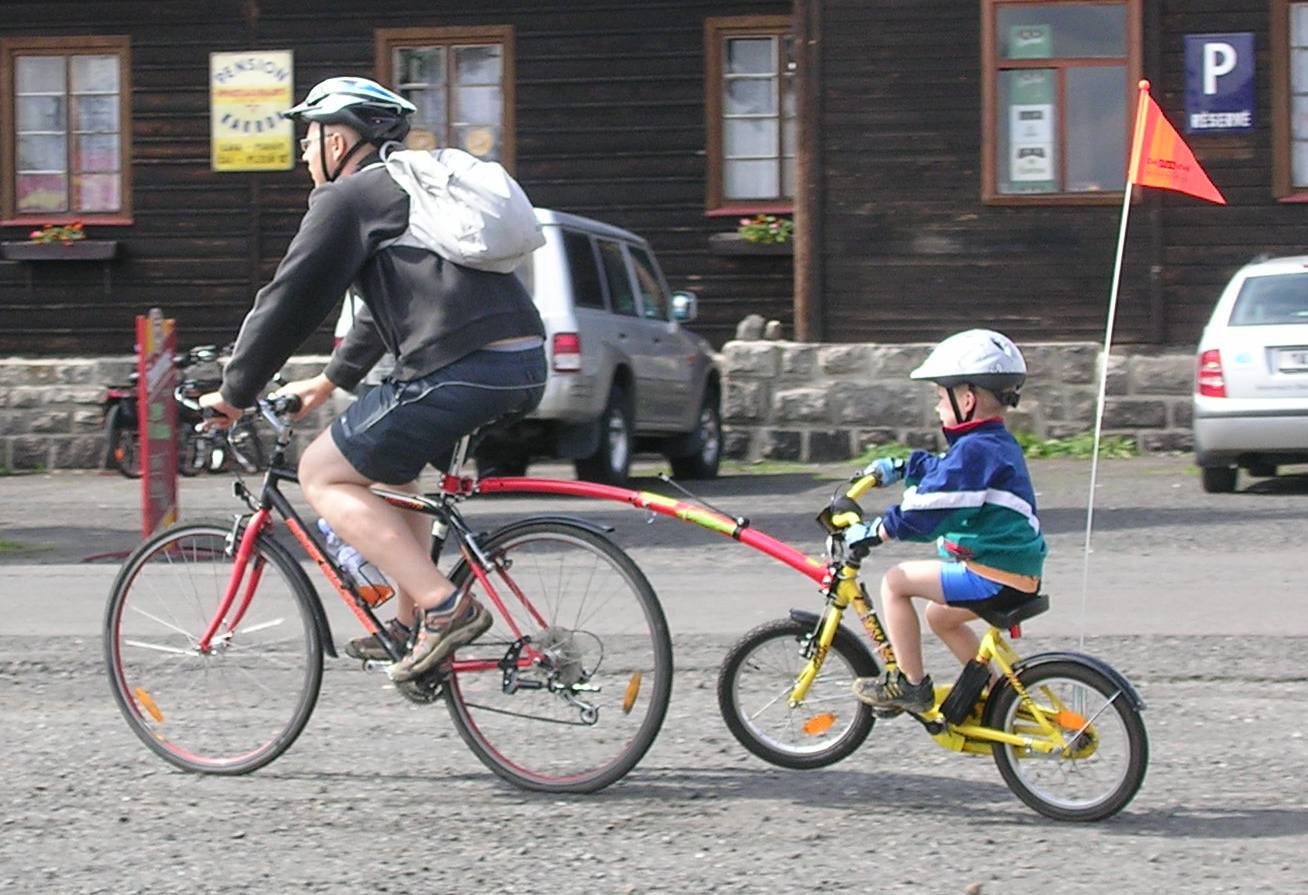
Una bicicleta infantil completa convertida en una bici trailer.
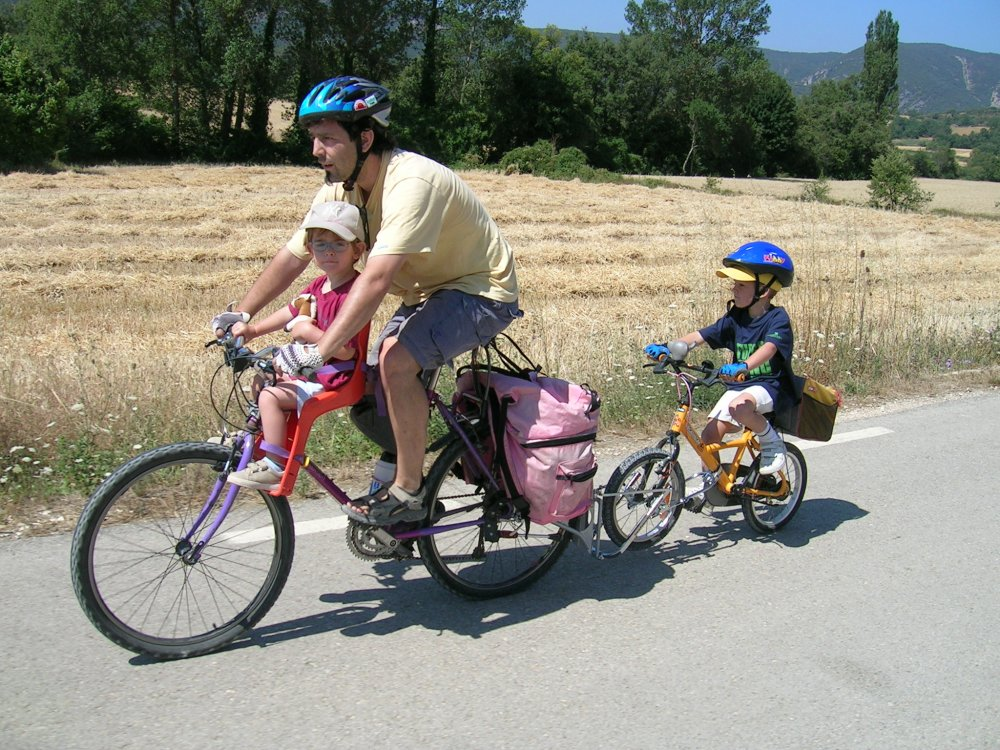
Una bicicleta infantil completa convertida en una bici trailer (usando un "sígueme").
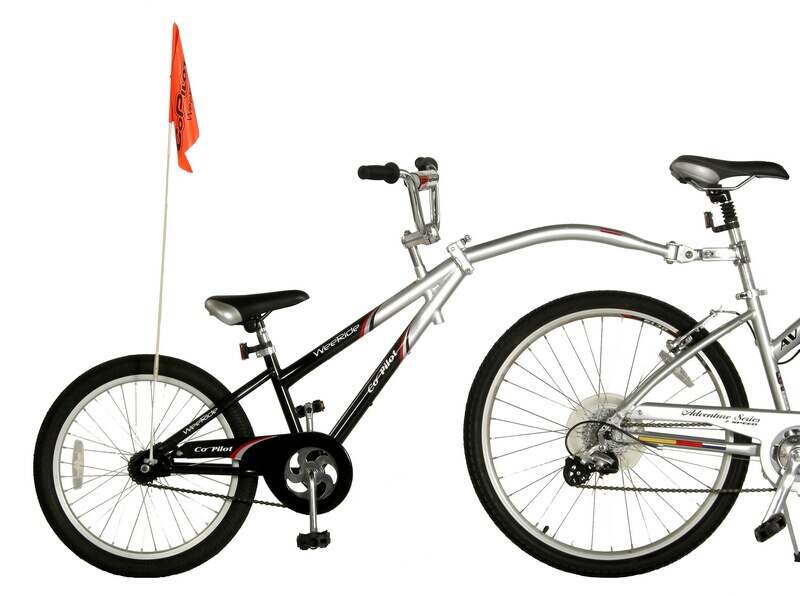
Una vista de una monomarcha con bici trailer montada en sillín trasero.